# BMW F 76
Der BMW F 76 war ein kleiner Dreirad-Lieferwagen, den BMW von 1932 bis 1933 in Eisenach baute. 1933 wurde ihm der BMW F 79 mit größerem Motor zur Seite gestellt, der bis 1934 gefertigt wurde.

## Geschichte

### Entwicklung
Bei schlechten Verkaufszahlen der teuren Kastenwagenversion des BMW 3/15 (mit nur 435 Fahrzeugen von Mai 1929 bis Februar 1932) in der Weltwirtschaftskrise und dem gleichzeitigen Erfolg anderer Hersteller mit dreirädrigen Nutzfahrzeugen entwickelte BMW in München ab 1931 einen eigenen „Vorderlader“ mit zwei nebeneinander angeordneten Sitzplätzen unter Verwendung der vorhandenen Einzylinder-Motorradmotoren.
Eine einsitzige Variante wurde getestet, aber nicht in die Serie übernommen; ebenso wenig wie eine Ausführung als Personenwagen.

### Vermarktung
Das BMW-Werk Eisenach baute ab Herbst 1932 den F 76 für die führerscheinfreie Fahrzeugklasse mit höchstens 200 cm³ Hubraum zu einem Verkaufspreis von 1350 Reichsmark.
Bereits im Januar 1933 folgte der F 79 mit 400 cm³ Hubraum, der 1500 Reichsmark kostete.
Im Grundpreis waren zwar eine Hupe und ein Tachometer enthalten, Windschutzscheibe, Scheibenwischer, Führerhaus, Türen, elektrische Winker, Reserverad, Reserveradhalter und Wagenheber waren jedoch aufpreispflichtig; ebenso wie alle geänderten Ausführungen der Ladefläche.
Nach nur 600 Exemplaren (250 F 76 und 350 F 79) wurde der Bau der Fahrzeuge, die für die Weltwirtschaftskrise eigentlich zu spät kamen, mangels Kundeninteresse Mitte 1934 eingestellt.

## Technik

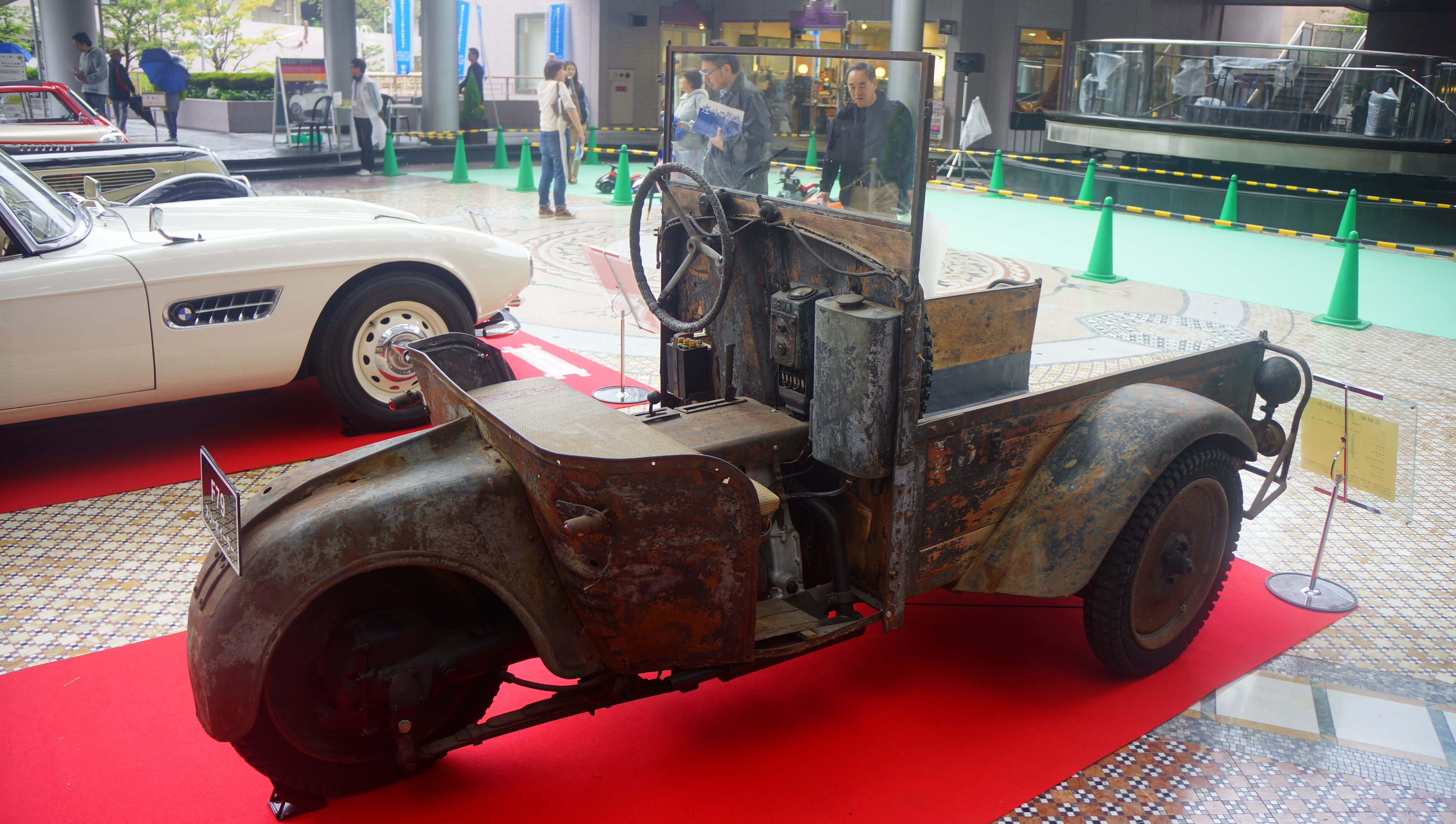
BMW F79

### Antrieb
Die Motoren entsprachen als Einzylinder-Viertaktmotoren mit gekapselten OHV-Zylinderköpfen weitgehend den Motorradmotoren der BMW R 2 und BMW R 4.
Zur Motorkühlung gab es mindestens zwei Varianten: eine einfache Lösung mit keilriemengetriebenem, vierblättrigem Ventilator vor dem Zylinder, die nur bei den Testfahrzeugen zu sehen war, und eine aufwendigere Ausführung mit Gebläserad auf dem vorderen Kurbelwellenstumpf und Luftleitblechen zur Kühlluftführung, die auch in den Handbüchern und Ersatzteillisten beschrieben wurde.
Über ein Dreiganggetriebe mit Rückwärtsgang und eine Kardanwelle wurde das Hinterrad angetrieben.

### Fahrgestell
Das Dreirad hatte ein angetriebenes Hinterrad und zwei lenkbare Vorderräder.
Die starre Vorderachse war an zwei längs eingebauten Blattfederpaketen aufgehängt.
Das Hinterrad wurde an einer gegossenen Einarmschwinge mit Ausleger-Blattfeder geführt, in deren Längsholm die Kardanwelle lief.
Die aufwendige Konstruktion bot folgende Vorteile:
- das Hinterrad war leicht auszubauen
- die Scheibenräder waren untereinander austauschbar
- die Gelenkscheibe der zweifach kugelgelagerten Kardanwelle war genau in der Drehachse der Schwinge angeordnet
- die Radführung war sehr verwindungssteif
- der Kardanantrieb war gegenüber den sonst üblichen Kettenantrieben bis auf den Ölwechsel alle 10.000 Kilometer wartungs- und verschmutzungsfrei

BMW verfolgte dieses wegweisende Konstruktionsprinzip erst wieder ab 1980 im Motorradbau unter der Bezeichnung „Monolever“ bei der BMW R 80 G/S.
Das Bremspedal und der feststellbare Handbremshebel wirkten über Seilzüge jeweils auf alle drei Trommelbremsen.

### Aufbau
Vor dem Hinterrad saßen Fahrer und Beifahrer auf einer Autositzbank, unter der der stehende Einzylindermotor eingebaut war.
Gegen Aufpreis gab es für Fahrer- und Beifahrerplatz eine geschlossene Kabine mit 2 Türen. Im Gegensatz zu manchen anderen Konstruktionen hatte das Dreirad keinen Lenkerbügel, sondern ein Lenkrad. Über der Vorderachse war eine kleine Pritsche (1600 mm × 900 mm) aufgebaut. Unter der Pritsche gab es einen Transportkasten mit vorderer Klappe. Das zulässige Gesamtgewicht betrug 650 kg.

## Technische Daten
| Kenngröße                | Daten F 76                    | Daten F 79                     |
| ------------------------ | ----------------------------- | ------------------------------ |
| Motor                    | Einzylinder-Viertaktmotor     | Einzylinder-Viertaktmotor      |
| Bohrung                  | 63 mm                         | 84 mm                          |
| Hub                      | 64 mm                         | 78 mm                          |
| Hubraum                  | 198 cm³                       | 398 cm³                        |
| Leistung                 | 6 PS (4,4 kW) bei 3.500 min−1 | 12 PS (8,8 kW) bei 3.500 min−1 |
| Höchstgeschwindigkeit    | 40 km/h                       | 60 km/h                        |
| Leergewicht              | 345 kg                        | 340 kg                         |
| Zulässiges Gesamtgewicht | 650 kg                        | 650 kg                         |
| Tankinhalt               | 8 Liter                       | 8 Liter                        |

## Mitbewerber
- Goliath Rapid/Standard, Baujahre 1926 bis 1933
- Oscar Vidal & Sohn Tempo-Werk: Tempo T1 und T2, Baujahre 1928 bis 1930, ein sehr ähnlicher Lastenkarren auf Motorradbasis
- Deutsche Industriewerke D-Lieferwagen L 7 1927–1930
- Tatra 49, 1929–1930

Die Mitbewerber waren früher am Markt und boten dem Fahrer nur einen Motorradsitz, was teilweise keinen Beifahrer erlaubte. Ende der 1940er Jahre baute Innocenti die ähnlich aufgeteilten Modelle Lambretta FA, FB und FC bis 1952.

## Literatur

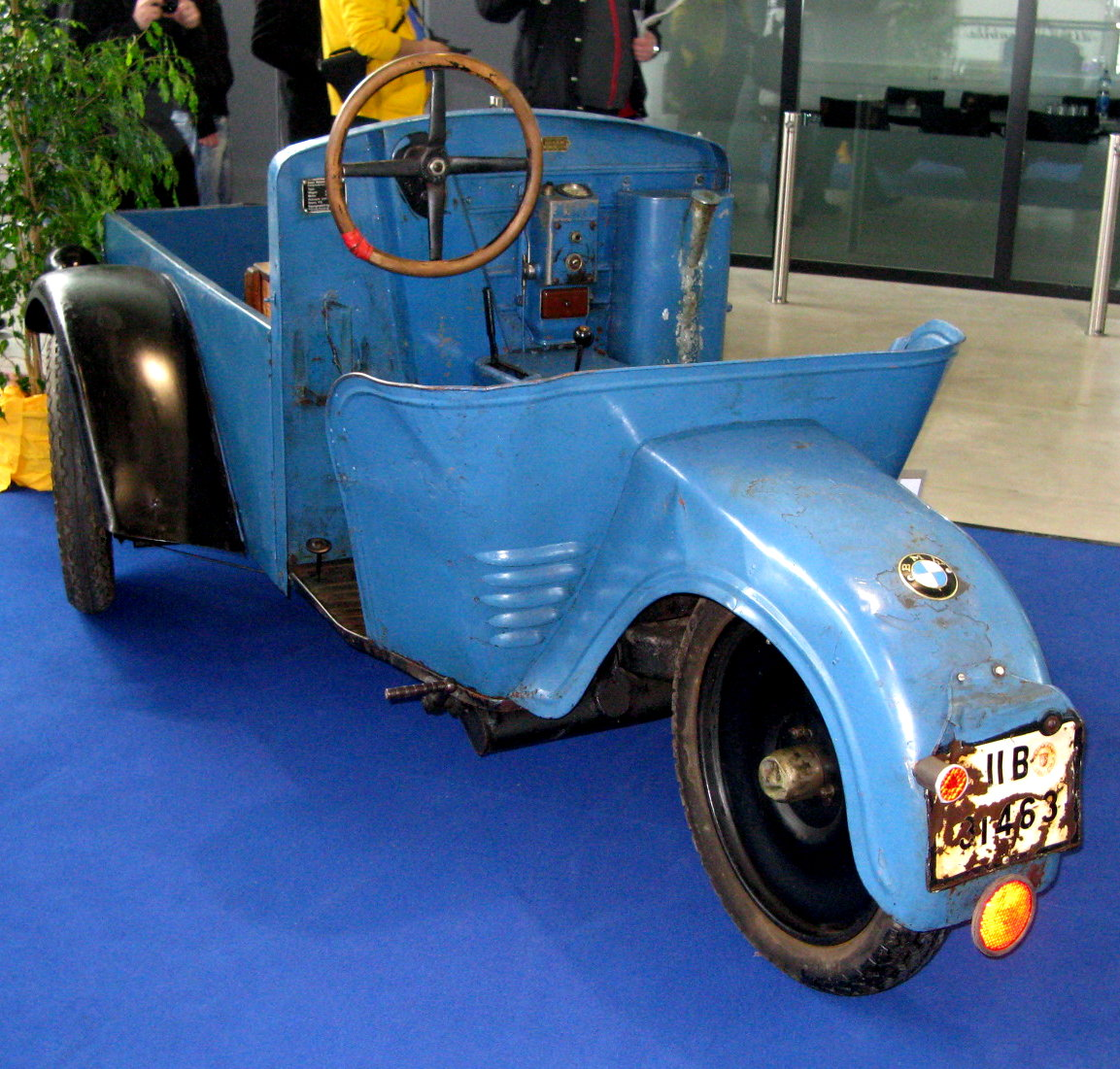
BMW F76 (1933)